# 上畑鉄之丞
上畑 鉄之丞（うえはた てつのじょう、1940年(昭和15年)10月2日 - 2017年(平成29年)11月9日）は、日本の医学者、旧国立公衆衛生院名誉教授。過労死研究の第一人者であり、過労死という言葉の生みの親である。
滋賀県生まれ。1965年岡山大学医学部卒業。同大学大学院修了。1970年「脳卒中の発生要因に関する衛生学的知見」で医学博士。1973年杏林大学医学部衛生学教室助教授。1978年の研究で「過労死」という言葉を初めて使用した。当初は学会では受け入れられなかったという。1985年ストレス疾患労災研究会を設立し、全国規模の過労死研究を推進した。1987年から国立公衆衛生院疫学部成人病室長、栄養生化学部長を経て、1997年国立公衆衛生院次長。2002年から聖徳大学教授（- 2007年）。2005年に過労死・自死相談センターを設立した。
日本産業衛生学会産業指導医、日本社会医学会理事長などの要職を歴任した。

## 著書
- 『働きざかりの突然死』太陽企画出版、1980
- 『過労死の研究』日本プランニングセンター、1993
- 『過労死サバイバル 仕事ストレスが心身を蝕む前に』中央法規出版、2007 シリーズcura

### 共編著
- 『イタリアの労働環境と健康』松田博共編著 イタリアの社会医学研究会訳 労働経済社、1981
- 『過労死 脳・心臓系疾病の業務上認定と予防』田尻俊一郎共編著 労働経済社、1982
- 『地域産業保健』竜野由子共編 医学書院 公衆衛生実践シリーズ、1985
- 『オフィス・ストレス VDT職場の健康マニュアル』阿部真雄、千田忠男共著 労働旬報社、ヒューマン・ネットワーク・シリーズ、1988
- 『疲労の医学』編 日本評論社 からだの科学primary選書、2010

### 翻訳
- ロバート・A.スパソフ『根拠に基づく健康政策のすすめ方 政策疫学の理論と実際』監訳  水嶋春朔, 望月友美子,中山健夫訳者代表 医学書院、2003

## 参考
- [ISBN　978-4-535-80503-3]
- 『過労死サバイバル 仕事ストレスが心身を蝕む前に』著者紹介